# Sinh Vật Gyeongseong
Sinh Vật Gyeongseong (tiếng Hàn: 경성크리처) là một bộ phim truyền hình cổ trang kinh dị giật gân của Hàn Quốc được công chiếu trên Netflix vào ngày 22 tháng 12 năm 2023. Phim do Kang Eun-kyung viết kịch bản, Chung Dong-yoon và Roh Young-sub đạo diễn, có sự tham gia của dàn diễn viên Park Seo-joon, Han So-hee và Claudia Kim. Lấy bối cảnh vào năm 1945 trong thời kỳ Đế quốc Nhật Bản chiếm đóng Gyeongseong (tên cũ của Seoul), phim khắc họa câu chuyện quân đội Nhật Bản bắt người dân làm thí nghiệm sinh học bí mật, những người nổi dậy chống lại họ và sinh vật quái vật được tạo ra từ các cuộc thí nghiệm. Mùa 1 ra mắt  từ ngày 22 tháng 12 năm 2023 đến ngày 5 tháng 1 năm 2024, mùa 2 ra mắt vào tháng 9 năm 2024.

## Nội dung

### Mùa 1
Lấy bối cảnh vào năm 1945 trong thời kỳ Đế quốc Nhật Bản chiếm đóng Gyeongseong (tên cũ của Seoul), phim nói về Jang Tae-sang, chủ tiệm cầm đồ sinh lợi nhất thành phố Hoàng Bảo Trang và Yoon Chae-ok, người theo dõi đang tìm kiếm người mẹ mất tích của mình, đối đầu với một sinh vật kỳ lạ sinh ra từ các thí nghiệm sinh học được tiến hành bí mật trong Bệnh viện Ongseong.

### Mùa 2
Lấy bối cảnh năm 2024, khi Yoon Chae-Ok gặp nhân vật mới Ho-Jae - người có ngoại hình giống hệt Jang Tae-Sang.

## Diễn viên

### Diễn viên chính
- Park Seo-joon trong vai  Jang Tae-sang (mùa 1)/ Jang Ho-Jae (mùa 2)[12]
  - Jang Tae-sang: Một người đàn ông giàu có là chủ sở hữu của Hoàng Bảo Trang, tiệm cầm đồ tốt nhất ở Gyeongseong. Anh cũng là người đưa tin tốt nhất ở Gyeongseong.
  - Jang Ho-Jae: Một người đàn ông giống Tae-sang.
- Han So-hee trong vai Yoon Chae-Ok: Cô gái đi tìm người mẹ mất tích.[13]
- Claudia Kim trong vai Yukiko Maeda: Một nữ quý tộc quyền lực Nhật Bản đến từ Kyoto, người đã bí mật kiểm soát khu vực Gyeongseong.[14]
- Lee Moo-saeng trong vai Đội trưởng Kuroko (mùa 2): Lãnh đạo của một nhóm ưu tú tại Công nghệ sinh học Jeonseung.[14]
- Bae Hyun-sung trong vai Seung-jo (mùa 2): Một người đàn ông đi theo Ho-jae và Chae-ok.[14]

### Diễn viên phụ
- Kim Hae-sook trong vai  bà Nawol: Người trợ tế tại Hoàng Bảo Trang,đã ở bên Tae-sang từ khi anh còn nhỏ, cô canh gác và quản lý khi chủ nhân vắng nhà.
- Jo Han-chul trong vai  Yoon Jung-won:Cha của Yoon Chae-ok và chồng của Choi Seong-sim.
- Wi Ha-joon trong vai  Kwon Jun-taek: Một nhà hoạt động vì độc lập và là bạn thân của Tae-sang.[14]
- Park Ji-hwan trong vai Gu Gap-pyeong: Quản gia tại Hoàng Bảo Trang.
- Ok Ja-yeon trong vai Na Young-chun: Chủ quán Moonlight Bar.
- Ahn Ji-ho trong vai Park Beom-o: Một cậu bé làm việc tại Hoàng Bảo Trang
- Choi Young-joon trong vai Trung tá Kato: Tư lệnh quân đội tại bệnh viện Onseong.
- Hyun Bong-sik trong vai Ichiro:  Giám đốc Bệnh viện Onseong.
- Kim Do-hyun trong vai Ủy viên Ishikawa: Cảnh sát trưởng Nhật Bản ở Gyuseong và chồng của Yukiko Maeda.
- Woo Ji-hyun trong vai Ryu Sachimoto: Một họa sĩ được Ichiro giao nhiệm vụ vẽ kết quả thí nghiệm tại bệnh viện Onseong.
- Lee Kyu-sung trong vai Mori: Cấp dưới của Ishikawa, người được giao nhiệm vụ giám sát Tae-sang.
- Ji Woo trong vai Myeong-ja: Một kỹ nữ của Chunwol-gwan và tình nhân của Ishikawa đã biến mất.
- Kang Mal-geum trong vai Choi Seong-sim / Seishin: Mẹ của Chae-ok là đối tượng của các thí nghiệm sinh học của quân đội Nhật Bản.[14]
- Im Chul-soo trong vai ông Oh: Một nhà hoạt động độc lập cải trang thành người quét dọn tại bệnh viện Onseong để tìm anh trai mất tích của mình.
- Kim Yoon-woo trong vai Choi Yeong-gwan
- Jo Jae-ryong  trong vai Soma: Một sĩ quan quân đội Nhật Bản được giao nhiệm vụ quản lý các tù nhân tại nhà tù dưới lòng đất của Bệnh viện Ongseong.
- Yeon Je-wook trong vai Lee In-hyuk: Một nhà hoạt động độc lập và đồng thời là đồng chí của Jun-taek.
- Kim Yool-ho

Xuất hiện đặc biệt
- Lim Ki-hong trong vai ông Wang
- Woo Jung-won trong vai Shim Sun-deok: Mẹ của Tae Sang.

## Tập phim
| Mùa | Mùa | Số tập | Số tập | Phát hành gốc        | Phát hành gốc        |
| --- | --- | ------ | ------ | -------------------- | -------------------- |
|     | 1   | 10     | 7      | 22 tháng 12 năm 2023 | 22 tháng 12 năm 2023 |
|     | 1   | 10     | 3      | 5 tháng 1 năm 2024   | 5 tháng 1 năm 2024   |
|     | 2   | 7      | 7      | 27 tháng 9 năm 2024  | 27 tháng 9 năm 2024  |

### Mùa 1 (2023)
| TT. tổng thể | TT. trong mùa phim | Tiêu đề              | Đạo diễn                        | Biên kịch      | Ngày phát sóng gốc   |
| --- | ------------------ | -------------------- | ------------------------------- | -------------- | -------------------- |
| 1 | 1                  | "Najin"              | Chung Dong-yoon & Roh Young-sub | Kang Eun-kyung | 22 tháng 12 năm 2023 |
| Đối mặt với khó khăn tài chính, Jang Tae-Sang đồng ý truy tìm một người mất tích... nhưng có hai nhân vật theo dõi anh. Trong khi đó, các hoạt động nham hiểm diễn ra dưới lòng đất. |                    |                      |                                 |                |                      |
| 2 | 2                  | "Seong Sim"          | Chung Dong-yoon & Roh Young-sub | Kang Eun-kyung | 22 tháng 12 năm 2023 |
| Yoon Chae-Ok và Yoon Jung-Won tìm thấy manh mối về Myeong-Ja, dẫn họ đến một bệnh viện. Không lâu sau đó, tai họa làm cả hai mắc kẹt bên trong, khiến Tae-Sang lo lắng.              |                    |                      |                                 |                |                      |
| 3 | 3                  | "Tín hiệu"           | Chung Dong-yoon & Roh Young-sub | Kang Eun-kyung | 22 tháng 12 năm 2023 |
| Tae Sang quyết định quay lại bệnh viện nhưng phát hiện Sachimoto Ryu đang ở gần đó. Tại bệnh viện, Chae Ok và Jung Won nghĩ ra kế hoạch giải cứu đầy rủi ro.                         |                    |                      |                                 |                |                      |
| 4 | 4                  | "Dấu ấn"             | Chung Dong-yoon & Roh Young-sub | Kang Eun-kyung | 22 tháng 12 năm 2023 |
| Đoàn tụ trong cuộc tìm kiếm Myeong Ja, Tae Sang và Chae Ok cũng nỗ lực cứu những người sống sót khác. Nhưng không lâu sau đó, con quái vật lộ diện.                                  |                    |                      |                                 |                |                      |
| 5 | 5                  | "Cuộc chiến sinh tử" | Chung Dong-yoon & Roh Young-sub | Kang Eun-kyung | 22 tháng 12 năm 2023 |
| Sau khi đối mặt với sinh vật nọ, Tae Sang và Chae Ok bị bắt. Nhưng khi một người lên kế hoạch trốn thoát, người kia ở lại để tìm người thân.                                         |                    |                      |                                 |                |                      |
| 6 | 6                  | "Hỗn loạn"           | Chung Dong-yoon & Roh Young-sub | Kang Eun-kyung | 22 tháng 12 năm 2023 |
| Sau khi đối mặt với sinh vật nọ, Tae Sang và Chae Ok bị bắt. Nhưng khi một người lên kế hoạch trốn thoát, người kia ở lại để tìm người thân.                                         |                    |                      |                                 |                |                      |
| 7 | 7                  | "Truy đuổi"          | Chung Dong-yoon & Roh Young-sub | Kang Eun-kyung | 22 tháng 12 năm 2023 |
| Chỉ còn 10 phút để hành động, Tae Sang và Chae Ok mạo hiểm tất cả để đưa mọi người đến nơi an toàn. Kế hoạch tưởng chừng suôn sẻ nhưng một trong số họ có thể phải bỏ mạng.          |                    |                      |                                 |                |                      |
| 8 | 8                  | "Thức tỉnh"          | Chung Dong-yoon & Roh Young-sub | Kang Eun-kyung | 5 tháng 1 năm 2024   |
| Một người quen không ngờ tới trở thành tấm vé giúp Tae Sang ra khỏi bệnh viện. Sau cuộc hội ngộ đầy cảm động, Tae Sang và Chae Ok chạm trán với Myeong Ja đã biến đổi.               |                    |                      |                                 |                |                      |
| 9 | 9                  | "Tàn bạo"            | Chung Dong-yoon & Roh Young-sub | Kang Eun-kyung | 5 tháng 1 năm 2024   |
| Sau hàng loạt cái chết rùng rợn, Ishikawa tìm thấy Myeong Ja trong tình trạng mới. Tae Sang có khoảnh khắc dịu dàng cùng Chae Ok mà không hay biết về kế hoạch cô đang che giấu.     |                    |                      |                                 |                |                      |
| 10 | 10                 | "Nước mắt"           | Chung Dong-yoon & Roh Young-sub | Kang Eun-kyung | 5 tháng 1 năm 2024   |
| Để giải cứu Chae Ok và ngăn chặn tội ác, Tae Sang và Jung Won lập một kế hoạch. Nhưng ngay khi mọi chuyện có vẻ suôn sẻ thì Maeda Yukiko lại xen ngang.                              |                    |                      |                                 |                |                      |

### Mùa 2 (2024)
| TT. tổng thể | TT. trong mùa phim | Tiêu đề         | Đạo diễn                       | Biên kịch      | Ngày phát sóng gốc  |
| --- | ------------------ | --------------- | ------------------------------ | -------------- | ------------------- |
| 11 | 1                  | "Ho Jae"        | Chung Dong-yoon & Jo Yeong-min | Kang Eun-kyung | 27 tháng 9 năm 2024 |
| Trong nhiệm vụ minh oan cho mình, Jang Ho-Jae tìm kiếm một người phụ nữ bí ẩn. Đang làm việc, Chae Ok tình cờ gặp một người quen từ hàng chục năm trước.                    |                    |                 |                                |                |                     |
| 12 | 2                  | "Dấu vết"       | Chung Dong-yoon & Jo Yeong-min | Kang Eun-kyung | 27 tháng 9 năm 2024 |
| Đang tìm kiếm cùng một người, Ho Jae rốt cuộc lại cứu Chae Ok khi cô bị một sinh vật bí ẩn truy đuổi. Ho Jae bắt đầu đặt thêm nhiều câu hỏi về quá khứ của mình.            |                    |                 |                                |                |                     |
| 13 | 3                  | "Những mảnh vỡ" | Chung Dong-yoon & Jo Yeong-min | Kang Eun-kyung | 27 tháng 9 năm 2024 |
| Chae Ok đồng ý hợp tác với Ho Jae để tìm Seung Jo, nhưng họ sớm gặp nguy hiểm. Trong khi đó, bản năng quái dị của Chae Ok bắt đầu trỗi dậy.                                 |                    |                 |                                |                |                     |
| 14 | 4                  | "Mặt khuất"     | Chung Dong-yoon & Jo Yeong-min | Kang Eun-kyung | 27 tháng 9 năm 2024 |
| Ho Jae cố gắng xâu chuỗi mọi chuyện mà anh bị che giấu. Chae Ok phát hiện ra rằng những hành động tàn bạo trong quá khứ vẫn tiếp diễn cho đến hiện tại.                     |                    |                 |                                |                |                     |
| 15 | 5                  | "Quái vật"      | Chung Dong-yoon & Jo Yeong-min | Kang Eun-kyung | 27 tháng 9 năm 2024 |
| Nỗ lực cứu Chae Ok, Ho Jae đưa ra một quyết định quan trọng. Bị thương nặng, họ phải đương đầu với hiểm nguy để trốn thoát.                                                 |                    |                 |                                |                |                     |
| 16 | 6                  | "Mồi nhử"       | Chung Dong-yoon & Jo Yeong-min | Kang Eun-kyung | 27 tháng 9 năm 2024 |
| Sau khi một đối tượng thử nghiệm tàn phá ở nơi công cộng, Jeonseung Biotech phải kiểm soát thiệt hại. Số phận thúc đẩy Ho Jae và Chae Ok đối đầu trực diện với công ty này. |                    |                 |                                |                |                     |
| 17 | 7                  | "Kẻ ngoài lề"   | Chung Dong-yoon & Jo Yeong-min | Kang Eun-kyung | 27 tháng 9 năm 2024 |
| Khi kẻ thù đe dọa làm hại những người thân thiết nhất với anh, Ho Jae liều mạng bảo vệ họ. Liệu anh có thắng được đám quái vật hung dữ và cứu Chae Ok?                      |                    |                 |                                |                |                     |